# HCTU
HCTU (2-(6-Chlor-1H-benzotriazol-1-yl)-1,1,3,3-tetramethylaminium-hexafluorophosphat) ist ein Kopplungsreagenz, welches in der Peptidsynthese zur Erzeugung von Peptiden verwendet wird.
Die Kopplung von aktivierten Aminosäuren mit Peptiden unter Verwendung von HCTU als Hilfreagenz verläuft racemisierungsarm und innerhalb von zwei Minuten.
Die Verbindung ist thermisch instabil und kann sich stark exotherm zersetzen. Eine DSC-Messung zeigt ab 149 °C eine Zersetzungsreaktion mit einer spezifischen Reaktionsenthalpie von −845 J·g−1 bzw. −350 kJ·mol−1.
Alternative Kopplungsreagenzien sind z. B. HATU, HBTU, TBTU, COMU, TOMBU und COMBU.